# Charles-Antoine Cambon
Charles-Antoine Cambon (París, 21 de abril de 1802–23 de octubre de 1875) fue un pintor y escenógrafo francés.

## Biografía
Fue alumno de Pierre-Luc-Charles Cicéri. Se dedicó sobre todo a la decoración, especialmente en óperas y ballets románticos, trabajando en escenarios como el Théâtre-Lyrique, el Cirque Olympique, la Ópera de Lyon y el Teatro Real de Madrid. En 1832 se asoció con Humanité-René Philastre, con quien trabajó en la Ópera de París; y, en 1848, con Joseph Thierry, con quien trabajó en el Teatro del Ambigu-Comique, la Comédie-Française, el Teatro de la Porte Saint-Martin y el Théâtre des Bouffes-Parisiens.
Participó en la decoración interior de varios teatros, entre ellos el Gran Teatro del Liceo de Barcelona, aunque su intervención se perdió en el incendio de 1861. Durante su estancia en Barcelona realizó también varias escenografías para el Liceo. Entre sus discípulos se encontraba Francesc Soler i Rovirosa.
En 1869 fue nombrado caballero de la Legión de Honor.

## Obras

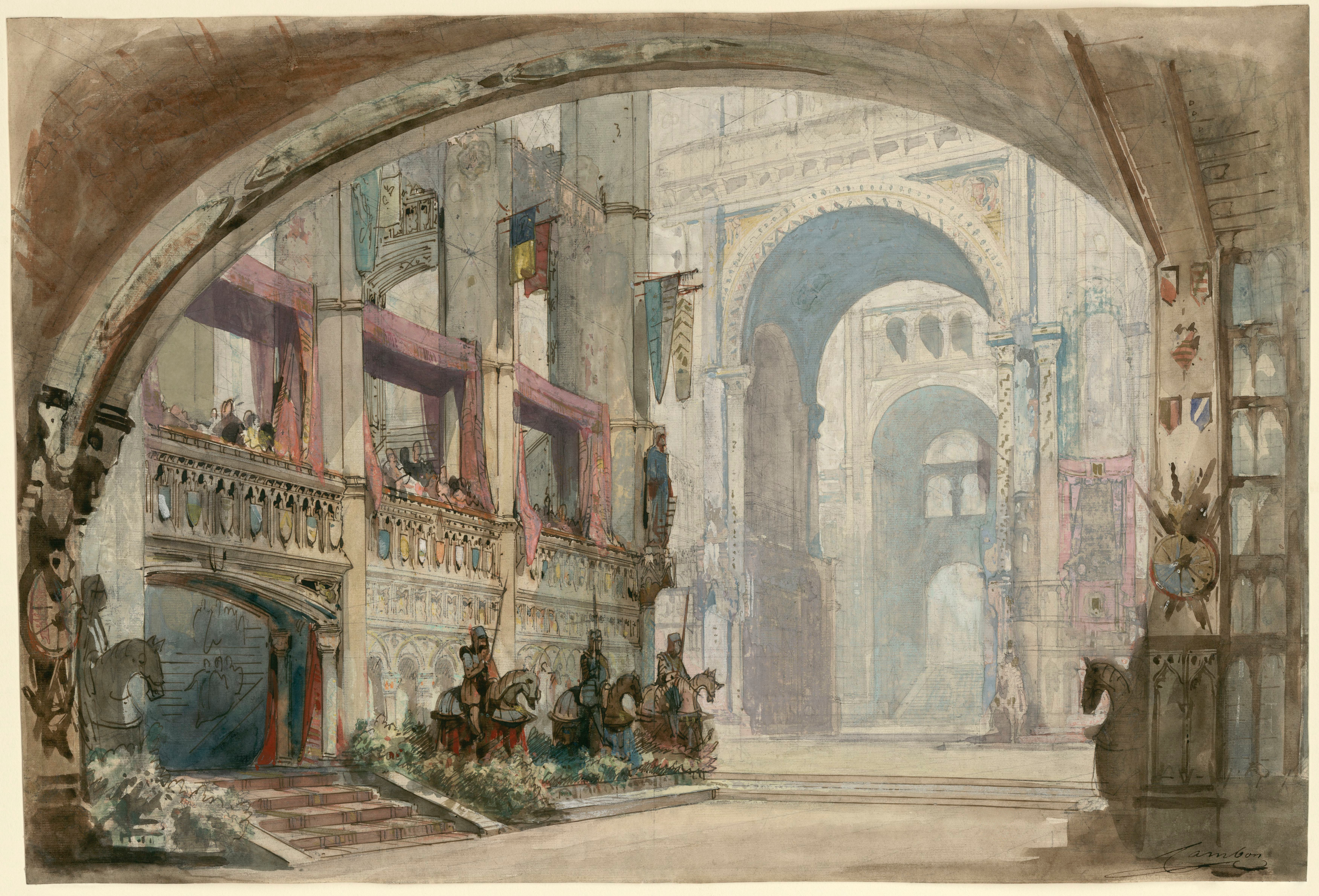
Robert Bruce, de Gioachino Rossini, acto III, escena 3 (1846)

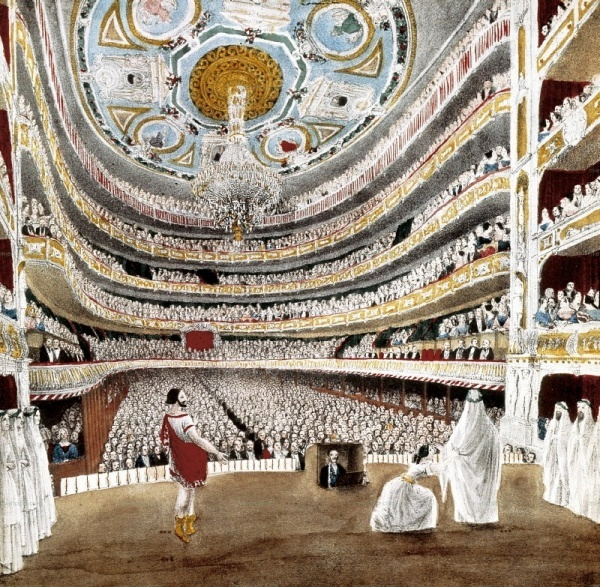
El Gran Teatro del Liceo de Barcelona, decorado por Cambon

- 1831. Dom Pedro. Théâtre Molière. París.
- 1831. La Cocarde tricolore, de Maurice Ordonneau. Théâtre des Folies-Dramatiques. París.
- 1831. Les Quatre parties du Monde. Théâtre des Folies-Dramatiques. París.
- 1833. Ali Baba, de Luigi Cherubini. Théâtre de l'Opéra. París.
- 1833. Gustave III, de Daniel Auber. Théâtre de l'Opéra. París.
- 1834. Don Giovanni, de Wolfgang Amadeus Mozart. Théâtre de l'Opéra. París.
- 1835. Brèzilia, de Gallenberg. Théâtre de l'Opéra. París.
- 1835. L'Île des pirates, de Luigi Carlini y Casimir Gide. Théâtre de l'Opéra. París.
- 1835. La juive, de Fromental Halévy. Théâtre de l'Opéra. París.
- 1836. La Esmeralda, de Mdelle Bertin. Théâtre de l'Opéra. París.
- 1836. Le diable boiteux, de Casimir Gide. Théâtre de l'Opéra. París.
- 1837. La guerre des servantes, de Théaulon y Alboize. Odeon-Théâtre. París.
- 1837. Le chatte métamorphosée en femme, de Jean Coralli, Charles Duveyrier y Alexandre Montfort. Théâtre de l'Opéra. París.
- 1838. Benvenuto Cellini, de Hector Berlioz. Théâtre de l'Opéra. París.
- 1838. Guido et Ginevra, de Fromental Halévy. Théâtre de l'Opéra. París.
- 1839. La Gipsy, de François Benoist. Théâtre de l'Opéra. París.
- 1839. La Tarentule, de Jean Coralli. Théâtre de l'Opéra. París.
- 1839. La vendetta, de Henri de Ruolz. Théâtre de l'Opéra. París.
- 1839. La Xacarilla, de Marco Aurelio Marliani. Théâtre de l'Opéra. París.
- 1839. Le lac des fées, de Daniel Auber. Théâtre de l'Opéra. París.
- 1839. Le Naufrage de la Méduse, de Charles Desnoyer. Théâtre de l'Ambigu-Comique. París.
- 1840. La favorita, de Gaetano Donizetti. Théâtre de l'Opéra. París.
- 1840. Le diable amoreux, de Joseph Mazilier. Théâtre de l'Opéra. París.
- 1840. Le Drapier, de Fromental Halévy. Théâtre de l'Opéra. París.
- 1841. Un mariage sous Louis XV, de Alexandre Dumas. La Comédie Française. París.
- 1841. Der Freischütz, de Carl Maria von Weber. Théâtre de l'Opéra. París.
- 1841. Le Gladiateur. La Comédie Française. París.
- 1841. Paul et Virginie, de Jacques-Henri Bernardin de Saint-Pierre. Théâtre de l'Ambigu-Comique. París.
- 1841. Un chaine. La Comédie Française. París.
- 1842. La jolie fille de Gand, de Adolphe Adam. Théâtre de l'Opéra. París.
- 1842. Le Vaisseau fantôme, de Pierre-Louis Dietsch. Théâtre de l'Opéra. París.
- 1842. Paris la nuit. Théâtre de l'Ambigu-Comique. París.
- 1843. Les Burgraves, de Victor Hugo. La Comédie Française. París.
- 1843. Judith, de Delphine de Girardin. La Comédie Française. París.
- 1843. Eve. La Comédie Française. París.
- 1843. La Péri, de Friedrich Burgmüller. Théâtre de l'Opéra. París.
- 1843. Le vengeur, de Bourgeois. Théâtre du Cirque Olympique.
- 1843. Les Bohémiens de Paris, de Adolphe d'Ennery. Théâtre de l'Ambigu-Comique. París.
- 1844. Le lazzarone, de Fromental Halévy. Théâtre de l'Opéra. París.
- 1844. Les Mystères de Paris, de Eugène Sue. Le Théâtre de la Porte Saint-Martin. París.
- 1844. Les premières armes du diable, de Eugène Cormon y Eugène Grangé. Théâtre des Folies-Dramatiques. París.
- 1844. Les sept Chateaux du diable, de Adolphe Dennery y Charles Clairville. Théâtre de la Gaîté. París.
- 1844. Marie Stuart, de Louis Niedermeyer. Théâtre de l'Opéra. París.
- 1845. L'Étoile de Seville, de Michael Balfe. Théâtre de l'Opéra. París.
- 1845. Virginie. La Comédie Française. París.
- 1846. Ana Bolena, de Gaetano Donizetti. Gran Teatro del Liceo. Barcelona.
- 1846. Azulema. Gran Teatro del Liceo. Barcelona.
- 1846. Betty, de Joseph Mazilier. Théâtre de l'Opéra. París.
- 1846. El Diable enamorat. Gran Teatro del Liceo. Barcelona.
- 1846. I due Foscari, de Giuseppe Verdi. Gran Teatro del Liceo. Barcelona.
- 1846. Il Bravo, de Saverio Mercadante. Gran Teatro del Liceo. Barcelona.
- 1846. L'Oiseau du Paradis. Théâtre des Délassements-Comiques. París.
- 1846. La Vestale. La Comédie Française. París.
- 1846. Paquita, de Joseph Mazilier. Théâtre de l'Opéra. París.
- 1846. Robert Bruce, de Gioachino Rossini. Théâtre de l'Opéra. París.
- 1846. Une fille du regent, de Alexandre Dumas. La Comédie Française. París.
- 1848. Grisélidis, de Jules Massenet. Théâtre de l'Opéra. París.
- 1848. Le Val d'Andorre, de Fromental Halévy. Opéra-comique. París.
- 1848. Monte-Cristo. Théâtre-Historique. París.
- 1849. Le Juif errant, d'Eugène Sue. Théâtre de l'Ambigu-Comique. París.
- 1850. L'Enfant Prodigue, de Daniel-François-Esprit Auber. Théâtre de l'Opéra. París.
- 1850. La Dame de Pique, de Fromental Halévy. Opéra-comique. París.
- 1850. Pâquerette et Vert-Vert, de Joseph Mazilier. Théâtre de l'Opéra. París.
- 1850. Stella, de Arthur Saint-Léon. Théâtre de l'Opéra. París.
- 1851. Les Quenouilles de verre, de Michel Delaporte. Théâtre des Folies-Dramatiques. París.
- 1852. Galathée, de Victor Massé. Opéra-comique. París.
- 1852. Le juif errant, de Fromental Halévy. Théâtre de l'Opéra. París.
- 1852. Orfa, de Fromental Halévy. Théâtre de l'Opéra. París.
- 1852. Si j'étais roi, de Adolphe Adam. Théâtre-Lyrique. París.
- 1853. Aelia et Mysis, de Joseph Mazilier. Théâtre de l'Opéra. París.
- 1853. Les Sept Merveilles du Monde, de Adolphe d'Ennery y Eugène Grangé. Le Théâtre de la Porte Saint-Martin. París.
- 1854. L'Étoile du Nord, de Giacomo Meyerbeer. Opéra-comique. París.
- 1854. Le Billet de Marguerite, de François-Auguste Gevaert. Théâtre-Lyrique. París.
- 1854. Le muletier de Tolede, de Adolphe Adam. Théâtre-Lyrique. París.
- 1855. La fonti, de Joseph Mazilier. Théâtre de l'Opéra. París.
- 1855. Les Saisons. Opéra-comique. París.
- 1855. Robis de Bois. Théâtre-Lyrique. París.
- 1856. La Reine Topaze, de Victor Massé. Théâtre-Lyrique. París.
- 1856. Le corsaire, de Jules-Henri Vernoy de Saint-Georges. Théâtre de l'Opéra. París.
- 1856. Les Dragons de Villars, de Aimé Maillart. Théâtre-Lyrique. París.
- 1857. Euryanthe, de Carl Maria Von Weber. Théâtre-Lyrique. París.
- 1857. Il trovatore, de Giuseppe Verdi. Théâtre de l'Opéra. París.
- 1857. Les Chevaliers du brouillard, de Adolphe Philippe Dennery. Le Théâtre de la Porte Saint-Martin. París.
- 1857. Marco Spada, de Daniel Auber. Théâtre de l'Opéra. París.
- 1857. Oberon, de Carl Maria von Weber. Théâtre-Lyrique. París.
- 1857. Psyché, de Jean-Baptiste Lully. Opéra-comique. París.
- 1858. Faust, de Goethe. Le Théâtre de la Porte Saint-Martin. París.
- 1858. La Harpe d'or. Théâtre-Lyrique. París.
- 1858. La Magicienne, de Fromental Halévy. Théâtre de l'Opéra. París.
- 1858. Le Roi malgré lui, de Emmanuel Chabrier. Théâtre-Lyrique. París.
- 1858. Mesdames de la Halle, de Jacques Offenbach. Bouffes-Parisiens. París.
- 1859. Genevieve de Brabant, de Jacques Offenbach. Bouffes-Parisiens. París.
- 1859. Herculanum, de Félicien David. Théâtre de l'Opéra. París.
- 1859. Orfeo, de Christoph Willibald Gluck. Théâtre-Lyrique. París. 1859. Semiramide, de Gioachino Rossini. Théâtre de l’Opéra. París.
- 1860. Le papillon, de Marie Taglioni. Théâtre de l'Opéra. París.
- 1860. Philemon et Baucis, de Charles Gounod. Théâtre-Lyrique. París.
- 1861. Graziosa, de Lucien Petipa. Théâtre de l'Opéra. París.
- 1861. Tannhäuser, de Richard Wagner. Théâtre de l'Opéra. París.
- 1861. L'Étoile de Messine, de Paul Foucher y Pasquale Borri. Théâtre de l'Opéra. París.
- 1861. La Statue, de Michel Carré y Jules Barbier. Théâtre-Lyrique. París.
- 1861. Le Pont des soupirs, de Jacques Offenbach. Bouffes-Parisiens. París.
- 1862. Le Joailler de St. James, de Albert Grisar. Opéra-comique. París.
- 1863. Diavolina, de Arthur Saint-Léon. Théâtre de l'Opéra. París.
- 1863. La Muta di Portici, de Daniel Auber. Théâtre de l'Opéra. París.
- 1863. Les Amours du diable, de Albert Grisar. Opéra-comique. París.
- 1863. Les ondines. Théâtre-Lyrique. París.
- 1863. Les Troyens, de Hector Berlioz. Théâtre-Lyrique. París.
- 1864. La Fiancée du roi de Garbe, de François Esprit Auber. Opéra-comique. París.
- 1865. L'Africaine, de Giacomo Meyerbeer. Théâtre de l'Opéra. París.
- 1865. Le Flûte enchantée, de Wolfgang Amadeus Mozart. Théâtre-Lyrique. París.
- 1865. Le Roi d'Yvetot, de Lucien Petipa. Théâtre de l'Opéra. París.
- 1865. Macbeth, de Giuseppe Verdi. Théâtre-Lyrique. París.
- 1866. Don Giovanni, Wolfgang Amadeus Mozart. Théâtre-Lyrique. París.
- 1866. La Fiancée d'Abydos, de Adrien Barthe. Théâtre-Lyrique. París.
- 1867. Don Carlos, de Giuseppe Verdi. Théâtre de l'Opéra. París.
- 1867. Les Bleuets, de Henri Trianon. Théâtre-Lyrique. París.
- 1867. Robinson Crusoe, de Jacques Offenbach. Opéra-comique. París.
- 1867. Rómeo et Juliette, de Charles Gounod. Théâtre-Lyrique. París.
- 1868. Hamlet, de Ambroise Thomas. Théâtre de l'Opéra. París.
- 1868. Ifigenia en Áulide (Gluck)|Iphigénie en Aulide, Christoph Willibald Gluck. Théâtre-Lyrique. París.
- 1869. Le Dernier jour de Pompei, de Victorin de Joncières. Théâtre-Lyrique. París.
- 1869. Patrie!, de Émile Paladilhe. Le Théâtre de la Porte Saint-Martin. París.
- 1869. Rienzi, de Richard Wagner. Théâtre-Lyrique. París.
- 1870. Coppelia, de Arthur Saint-Léon. Théâtre de l'Opéra. París.
- 1872. Le roi carotte, de Jacques Offenbach. Théâtre de la Gaîté. París.
- 1873. Jeanne d'Arc, de Giuseppe Verdi. Théâtre de la Gaîté. París.
- 1873. La Coupe du roi de Thulé, de Eugene Diaz. Théâtre de l'Opéra. París.
- 1873. Le Roi l'a dit, de Léo Delibes. Opéra-comique. París.[1]